# خثعم (عسير)
خثعم : إحدى المراكز التابعة لمحافظة بلقرن في منطقة عسير في المملكة العربية السعودية، ويقع المركز في شمال غرب المحافظة على مسافة 35 كيلاً. يقطنها 10,290 نسمة، ينتمون لقبائل: خثعم، عليان، العوامر.